# 荒井泰治

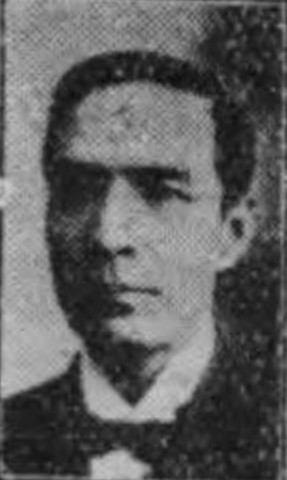
荒井泰治

荒井 泰治（あらい たいじ、1861年6月23日〈文久元年5月16日〉 - 1927年〈昭和2年〉3月3日）は、日本の実業家、政治家。貴族院多額納税者議員（1911年-1918年）。日本統治時代の台湾で事業を興し財を成した。

## 経歴
仙台に町奉行であった荒井加右衛門の分家に生まれる。宮城県士族荒井盛行の長男。明治維新後、東京に出て法律とフランス語を学びながら新聞記者となる。1885年には大阪新報社編集長。中江兆民の門下となる。
日本銀行総裁で同郷の富田鉄之助に見い出されて日本銀行に入り、富田の秘書となったが、富田が日本銀行を去ると荒井も去った。その後、鐘淵紡績に入り、1890年には鐘淵紡績支配人となる。
東京商品取引所を経て、1897年には富田が創設した富士紡績に入り支配人となった。富士紡績時代に機械の購入のための交渉により、1898年にフランス系のサミュエル商会に認められて同社に移り、翌年渡台し台北支店長となった。1907年に塩水港製糖会社不況の際に入社して社長となり、1908年には商業代理業を開き台北庁下に四脚亭炭坑を経営。台湾時代に時の台湾総督府民政長官だった後藤新平の信任を受け、現地で製糖、肥料の会社を起こし、台湾貯蓄銀行の頭取となった。さらに朝鮮や満洲でも事業を拡げた。
荒井は台湾で利益を上げて帰国した。北海道では電灯会社を起こし、定山渓温泉の開発に力を入れた。1911年には依嘱されて宮城県の東北実業銀行相談役となる。1912年には小牛田と石巻の間に軽便鉄道を敷設（現在の石巻線）、仙北軽便鉄道株式会社社長となった。1913年には日本の大正生命保険の創立時幹部となった。
この間、台湾時代に知り合った同郷の元警察署長、元新竹州知事の石母田正輔を、北海道の電灯会社の社長や1912年には宮城県の石巻町長に推挽している。
1910年代半ばには、仙北軽便鉄道、打狗整地、塩水港製糖、台湾殖産、台湾製帽の社長のほか、打狗土地、仙台瓦斯、台湾肥料、台湾商工銀行、台東拓殖製糖、台湾日日新報社、水戸瓦斯、仙台米穀取引所、台湾瓦斯、台湾海産、台湾石鹸、新竹製脳、新竹電燈、東北実業銀行、仙台商業会議所などの役員を務めていた。
また1911年には宮城県多額納税者として貴族院多額納税者議員に互選され、同年9月29日から1918年9月28日に貴族院議員を引退するまで務めた。以後は衆議院議員を望み、1919年の衆議院議員補欠選挙で憲政会から立候補したが落選。1924年の第15回衆議院議員総選挙に宮城1区（当時）から憲政会公認で立候補したが、同選挙区は立憲政友会の伊沢平左衛門の選挙区でもあるため、仙台始まって以来の激しい選挙戦となり、268票差で落選した。
その後は第一次世界大戦後の不景気で事業が振るわなくなったため、晩年は不遇となり、1927年に死去した。

## 著作
- 『泰西立憲国政治攬要』尚成堂、1885年11月。 NCID BA48454849。全国書誌番号:40020019。
  - 『泰西立憲国政治攬要』信山社出版〈日本立法資料全集 別巻884〉、2015年4月。 NCID BB18528830。全国書誌番号:22650440。
- 『銀行誌』 上下巻、青梅堂、1888年5月。 NCID BN08456727。全国書誌番号:40032726。
  - 「銀行誌」『明治後期産業発達史資料』 第32巻（復刻版）、龍渓書舎〈銀行・財務篇 1〉、1988年10月。 NCID BN02831153。全国書誌番号:89000501。
- 『日本政治年鑑』 第1回、日本政治年鑑社、1889年6月。 NCID BA51747561。全国書誌番号:40037201。
- 『日本政治年鑑』 第2回、金港堂、1890年6月。 NCID BA51747481。全国書誌番号:40037202。
- 『輸入綿花輸出綿糸関税免除論纂』森岡竹之助、1893年7月。 NCID BA36686508。全国書誌番号:40036043。